# Labarthe (Gers)
 Labarthe  (en occitano La Barta) es una población y comuna francesa, ubicada en la región de Mediodía-Pirineos, departamento de Gers, en el distrito de Auch y cantón de Auch-Sud-Est-Seissan.

## Demografía
| 140 | 128 | 147 | 135 | 151 | 142 |
| Para los censos de 1962 a 1999 la población legal corresponde a la población sin duplicidades (Fuente: INSEE [Consultar]) |     |     |     |     |     |